# Tribunal Supremo de Justiça (Venezuela)
O Tribunal Supremo de Justiça (TSJ) é o órgão máximo do sistema judiciário da Venezuela. Como tal, o Tribunal Supremo é a cabeça do Poder Judiciário na Venezuela, substituindo a partir de 1999 a Corte Suprema de Justiça.
Seu atual presidente é o Magistrado Maikel José Moreno Pérez.

## História
O Tribunal Supremo de Justiça tem seus antecedentes na criação da Corte Suprema de Justiça, criada sob a Constituição da Venezuela de 1811, como órgão encarregado de reger o Poder Judiciário da Confederação presidida pelo doutor Francisco Espejo, e demais tribunais subalternos e juizados inferiores que o Congresso estabelecesse no território da União.
Na Constituição de 1830, estabeleceu-se a Corte Suprema de Justiça, formada por cinco membros, denominados Ministros, com caráter vitalício, que seriam propostos pelo Presidente da República à Câmara de Representantes e por esta ao Senado, para sua eleição. A Constituição da Grande Colômbia de 1821, segue o mesmo sistema da Constituição de 1819, de Angostura.
Na Constituição Federal de 1864, sancionada logo após o triunfo da Guerra Federal, estabelece o sistema federal. Cria-se a Alta Corte Federal, integrada por cinco membros eleitos pelo Congresso e propostos pelas legislaturas dos Estados. Para isso a Legislatura de cada Estado deveria apresentar ao Congresso uma lista em número igual ao dos locais de que provinham e o Congresso declarava eleitos aqueles que reunião mais votos das apresentações reunidas. A Corte que foi criada em 1864 não tinha funções de cassaçã, porém em 1876, o Congresso da União sancionou a primeira lei de cassação nacional.

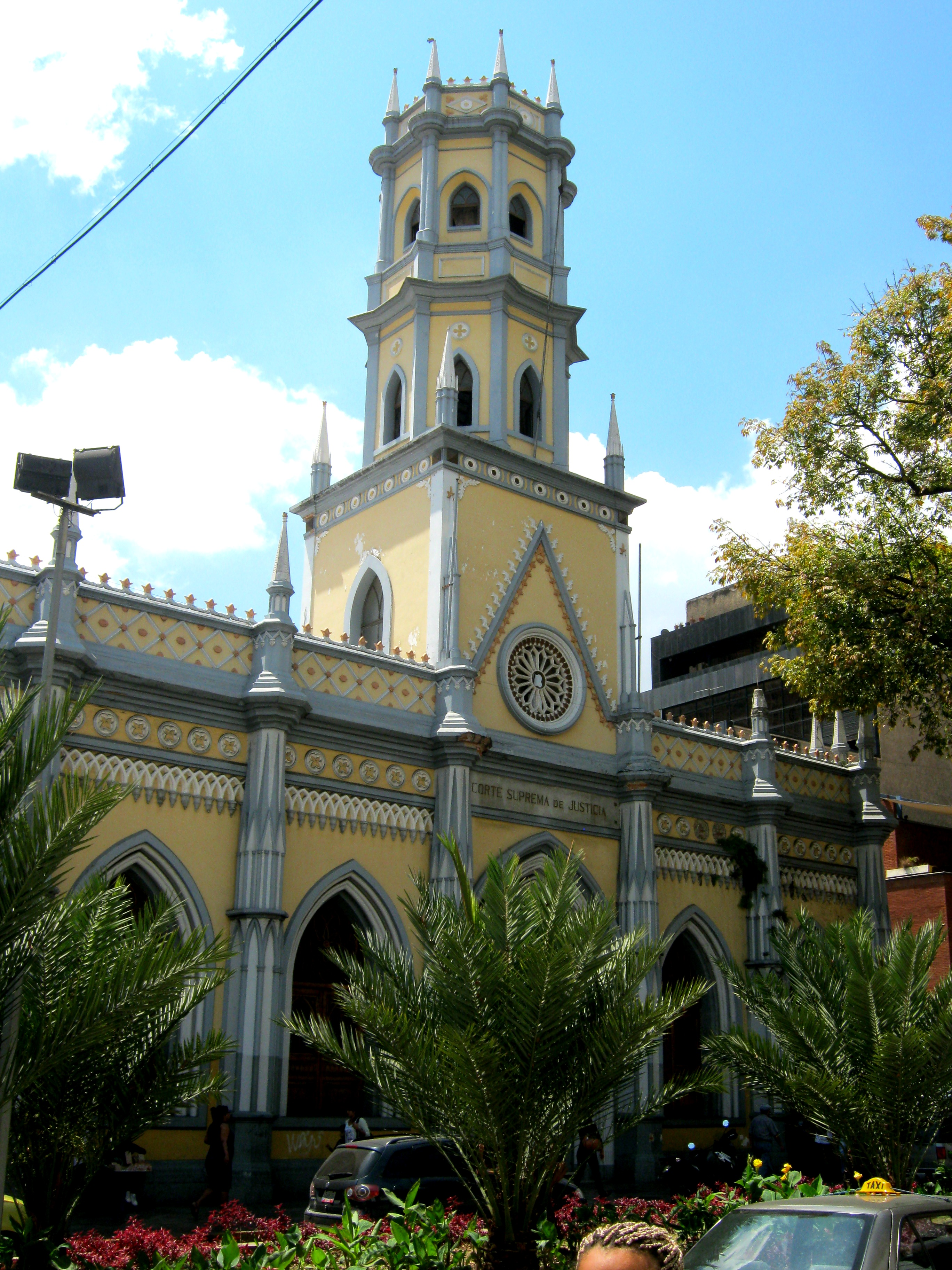
Antigo edifício da Corte Suprema de Justiça

Na Constituição de 1904 se fundiram ambas Cortes sob o nome de Corte Federal e de Cassação, qualificado de Tribunal Supremo da Federação dos Estados, integrado por sete membros denominados vocales e eleitos pelo Congresso. As Constituições seguintes, de 1909, 1914, 1922, 1925, 1928,1929,1931 e 1936, mantiveram essa fusão, se bem a reforma parcial desta última, efetuada em 1945 elevou a 10 o número de membro da Corte Federal e de Cassação.
Em 23 de janeiro de 1961, é colocada uma nova Constituição, na qual se fundem as duas Cortes, Corte Federal e Corte de Cassação, na Corte Suprema de Justiça.
Em 14 de agosto de 1999, se instala a Assembleia Nacional Constituinte para redigir uma nova Constituição, porém em 5 de novembro de 1999, a poucos dias de concluir seu trabalho, a Assembleia Nacional Constituinte eliminou a Corte Suprema de Justiça para dar espaço a uma nova Instituição: O Tribunal Supremo de Justiça, com autonomia financeira e funcional divididas em seis Salas, que juntas formam a Sala Plena: Sala Constitucional, Sala Político-administrativa, Sala Eleitoral, Sala de Cassação Civil, Sala de Cassação Social e Sala de Cassação Penal.

## Atribuições do Tribunal Supremo de Justiça[5]
- Corresponde ao Tribunal Supremo de Justiça a direção, o governo e a administração do Poder Judiciário, a inspeção e vigilância de todos os tribunais da República Bolivariana da Venezuela e das Defensorias Públicas. Igualmente, corresponde a elaboração de seu próprio pressuposto e do pressuposto do Poder Judiciário.
- Declarar se há ou não mérito para o enjuizamento do Presidente da República, e em caso de ser afirmativo, continuar conhecendo a causa, com prévia autorização da Assembleia Nacional, dada sentença definitiva.
- Declarar se há ou não mérito para o enjuizamento do Vice Presidente Executivo, Deputados da Assembleia Nacional ou do próprio Tribunal Supremo de Justiça, dos Ministros, do Procurador Geral, do Fiscal Geral, do Controlador Geral da República, do Defensor do Povo, os Governadores, oficiais ou almirantes da Força Armada Nacional, Diplomatas da República, e em caso afirmativo, enviar os autos ao Fiscal Geral; e se o delito for comum se continuará conhecendo a causa dada sentença definitiva.
- Suprimir as controvérsias administrativas que se suscitem entre a República, algum Estado, Município ou outra entidade pública.
- Declarar a nulidade total ou parcial dos regulamentos e demais atos administrativos do Executivo Nacional, quando seja procedente.
- Conhecer os recursos de interpretação sobre o conteúdo e alcance de todos os textos legais, e nos temos contemplados pela lei.
- Suprimir os conflitos de competência entre tribunais, sejam ordinários ou especiais, quando não exista outro tribunal superior ou comum a eles em ordem hierárquica.
- Conhecer o recurso da cassação
- As demais que estabeleça a lei.

## Magistrados
A Sala Constitucional é composta por 7 Magistrados, a Sala de Cassação Penal é composta por 5 Magistrados, a Sala Político-administrativa é composta por 5 Magistrados, a Sala de Cassação Civil é composta por 5 Magistrados, a Sala Eleitoral é composta por 5 Magistrados e a Sala de Cassação Social é composta por 5 Magistrados. Os Magistrados são os que se encarregam de tomar decisões nos Inconvenientes e Problemas que se expressam no país.

## Controvérsias e casos de repercussão nacional

### Crise institucional do TSJ em 2004
Em uma decisão polêmica, em 14 de agosto de 2002, após os acontecimentos de abril de 2002, o Tribunal Supremo de Justiça (TSJ), liderado pelo magistrado Franklin Arrieche, livrou os generais de divisão Efraín Vásquez (Ej) e Pedro Pereira (Av), o vice-almirante Héctor Ramírez e o contra-almirante Daniel Comisso de um julgamento por rebelião. Segundo a sentença, “com os pronunciamentos efetuados em abril, os altos oficiais acusados não desconsideraram o Governo, mas sim a ordem ditada pelo presidente da República de aplicar o Plano Ávila, pois era contrária à proteção dos direitos humanos da cidadania e isso significaria um massacre”.
A sentença sustentava que houve um "vazio de poder" depois que o chefe do alto comando militar, o general Lucas Rincón Romero, anunciou que Chávez havia renunciado ao cargo. O descontentamento do governo no poder com essa sentença foi notável. O presidente Hugo Chávez comentou a sentença da seguinte maneira:
"Esses onze magistrados não têm moral para tomar qualquer outro tipo de decisão, são imorais e deveriam publicar um livro com seus rostos para que o povo os conheça. They laid it on thick."
Igualmente, anunciou uma estratégia para reverter a decisão:
"Não vamos ficar com isso, agora o que vem é um contra-ataque do povo e das verdadeiras instituições, um contra-ataque revolucionário."
Dispôs a criação de uma comissão da Assembleia Nacional para revisar a permanência dos magistrados no TSJ:
"Assim, a AN que os nomeou tem que assumir sua tarefa, para avaliá-los e aquele que não tiver os requisitos deverá ser removido de lá."
É em 20 de maio de 2004 que o governo de Chávez dá um golpe ao TSJ, quando a Assembleia Nacional, pressionada pelo executivo, sanciona a nova Lei do Tribunal Supremo de Justiça, com dois fins fundamentais:
- 1. Estabelecer um procedimento expedito para "suspender" os magistrados não alinhados com o governo (perseguição política aos magistrados) e,
- 2. Aumentar o número de magistrados de 20 para 32, para colocar os não complacentes em minoria em futuras decisões. Além disso, os novos magistrados poderiam ser designados por maioria simples na Assembleia Nacional.[10]

Em 14 de  junho de 2004, o magistrado Franklin Arrieche foi destituído pela bancada oficialista da Assembleia Nacional.
Em 13 de dezembro, em sessão especial, a Assembleia Nacional juramentou os novos 49 magistrados e suplentes, nomeando como Presidente do TSJ Iván Rincón Urdaneta, e integrando, como primeiro e segundo vice, os magistrados Omar Alfredo Mora Díaz e Levis Ignacio Zerpa.
Assim, o executivo conseguiu impulsionar a ampliação do número de magistrados do Tribunal Supremo de Justiça de 20 para 32, de acordo com a nova lei,
a pedido do Procurador-Geral, apresentado em 2 de dezembro de 2004 por Julián Isaías Rodríguez Díaz, depois do qual o TSJ iniciou a revisão da sentença que havia decidido contra a tese do vazio de poder.
Em 14 de março de 2005, o próprio TSJ anulou essa sentença.
Em  junho de 2006, ocorre uma segunda destituição, a do magistrado Luis Velázquez Alvaray, presidente da Comissão Judicial e diretor Executivo da Magistratura, que também foi um dos que aprovou o vazio de poder, depois que o então ministro do Interior e Justiça, Jesse Chacón, o acusou de irregularidades.
A nova lei do Tribunal Supremo de Justiça é questionável porque foi aprovada na época com uma maioria simples violando a Constituição Venezuelana quando era necessária uma maioria qualificada, ou seja, com a aprovação de 2/3 da Assembleia, por se tratar de uma lei orgânica que rege a estrutura do sistema democrático. Diante da presente situação, o Poder Judiciário perde sua autonomia.
Na opinião da oposição, essa revogação se deveu às mudanças executadas no tribunal por uma alteração na legislação aprovada por parlamentares oficialistas (o Parlamento estava dominado pelo chavismo). Por isso, a sentença era previsível e política.
Na opinião dos oficialistas, a primeira sentença era política, pois havia razões suficientes para iniciar um julgamento por um Golpe de Estado.

### Denúncia de subordinação ao Poder Executivo
Durante o início do ano judicial de 2006, os magistrados do Tribunal Supremo se levantaram dos assentos da Sala Plena para entoar o cântico “Uh, ah, Chávez não vai embora!”, tendo o presidente Chávez presente no auditório. O ato foi interpretado como uma demonstração da parcialidade política dos magistrados e uma subordinação da instituição ao poder executivo.

### Caso Manuel Rosales
Em 12 de outubro de 2008, Chávez o acusou publicamente de conspirar contra ele e de desviar recursos públicos para outros fins. Sem uma ordem judicial nem investigação formal, Chávez ameaçou Rosales com prisão:
«Você anda me espionando, vigiando e conspirando contra mim, mas vamos ver quem dura mais no mapa político venezuelano. Vou te varrer do mapa político venezuelano!, desgraçado, bandido, malandro, mafioso, corrupto e ladrão… vou colocar Manuel Rosales na cadeia, vou fazê-lo desaparecer do mapa político venezuelano, esse desgraçado, vou prendê-lo», manifestou Chávez.
Em 11 de dezembro de 2008, o Ministério Público procedeu à imputação por enriquecimento ilícito de Manuel Rosales, sendo acusado formalmente em 19 de março de 2009. A audiência preliminar foi marcada para 20 de abril.
O magistrado Eladio Aponte Aponte foi destituído por unanimidade em março de 2012 pela Assembleia Nacional. Aponte escreveu uma carta aberta a partir de San José de Costa Rica em 16 de abril de 2012, na qual confessa ter recebido ordens e pressões do presidente Hugo Chávez e redige sobre Manuel Rosales,
«Tive conhecimento do caso do ex-candidato presidencial Manuel Rosales Guerrero, venezuelano (…), asilado político desde abril de 2009, pois a presidente do TSJ, doutora Luisa Estela Morales, nos ordenou em 2008 impulsionar uma investigação contra o ex-governador do estado de Zulia e atender diretamente às diretrizes emanadas pelo Ministerio Público da República, sobre fatos já estruturados por esse órgão, onde são imputados atos de corrupção na governança daquele estado. Sem nenhuma prova, ele é acusado de apropriação de vários milhões de dólares. Disseram-nos que a Contraloría General de la República, comandada pelo doutor Clodosbaldo Russián, já tinha tudo preparado, o que acabou sendo uma infinidade de falsidades» e o ex-magistrado continua dizendo que a presidente do TSJ
«nos ordenou essa ação, alegando que se tratava de uma ordem do presidente Hugo Chávez, que teria dito textualmente: "vocês têm que prender Manuel Rosales. Uma safadeza como essa tem que estar na prisão, não governando um estado. Ele não pode ficar solto e vocês têm que assumir essa responsabilidade"».

Em 13 de julho de 2016, o deputado da Assembleia Nacional José Luis Pirela interpôs uma denúncia junto ao Ministério Público solicitando a revisão do caso de Manuel Rosales, que antes foi o acusador, confessando ter sido manipulado para tal.
Em outubro de 2016, foi colocado em prisão domiciliar e foi liberado em 31 de dezembro junto com outros 5 opositores, concluindo que seu caso “tinha um caráter predominantemente político”.

### Carta aberta do ex-magistrado Eladio Aponte Aponte
Em 20 de agosto de 2009, o narcotraficante Walid Makled foi capturado pelo Departamento Administrativo de Segurança colombiano em Cúcuta e, posteriormente, transferido para Bogotá. Makled foi requisitado pelas autoridades antidrogas tanto venezuelanas quanto norte-americanas.
Durante sua prisão, foi encontrado com Makled um crachá da procuradoria militar da Venezuela, supostamente emitido pelo magistrado do Tribunal Supremo Eladio Aponte Aponte. A Oposição ao governo de Hugo Chávez se pronunciou, declarando através de seu porta-voz Miguel Ángel Rodríguez que, na Venezuela, a investigação seria obstruída pelos próprios funcionários públicos devido a esse fato.
Aponte Aponte escreveu uma carta aberta a partir de San José de Costa Rica em 16 de abril de 2012, na qual confessa ter recebido ordens e pressões do presidente Hugo Chávez para condenar sem direito o chefe da segurança cidadã da Alcaldíamaioor de Caracas Iván Simonovis e os comissários da Policía Metropolitana Henry Vivas e Lázaro Forero, aplicando a pena máxima por sua participação nos acontecimentos de abril de 2002. A carta seria divulgada em setembro.
Dois dias depois, em 18 de abril, Aponte Aponte viajou para os Estados Unidos desde Panamá a bordo de um voo comercial.

### Nomeação de magistrados em 2015
Atualmente, a legitimidade deste órgão é questionada por uma parte da sociedade venezuelana,
especialmente quanto à sua legitimidade de origem, devido à nomeação de 13 magistrados principais e 21 suplentes realizada em 23 de dezembro de 2015 pela Assembleia Nacional, majoritariamente chavista, em um tempo recorde de menos de quinze dias.
e à atuação que têm desempenhado desde então.
O Artigo 264 da Constituição da República Bolivariana da Venezuela e o Título V da Lei Orgânica do Tribunal Supremo de Justiça (LOTSJ) preveem um extenso processo de mais de 30 dias contínuos para a nomeação dos magistrados, tanto principais quanto suplentes, no qual é necessário formar um Comitê de Candidaturas Judiciais composto por membros da Assembleia Nacional e da sociedade civil, o qual fará uma primeira pré-seleção de candidatos, que será encaminhada ao Consejo Moral Republicano (Ministério Público, Defensoria do Povo e Contraloria Geral da República), o qual efetuará uma segunda pré-seleção que será encaminhada à Assembleia Nacional (AN), a qual terá um período de três (3) sessões plenárias para escolher os magistrados por meio do voto de 2/3 dos deputados ou uma quarta sessão plenária para a escolha por voto de maioria simples caso não seja alcançado com o voto de 2/3 da AN.
A seleção dos 13 magistrados e 21 suplentes não foi realizada seguindo o procedimento legal, mas sim em um processo expresso realizado na noite de 23 de dezembro de 2015 (tendo terminado o ano legislativo em 15 de dezembro) pela Assembleia Nacional, então majoritariamente oficialista, após a derrota nas eleições parlamentares em 6 de dezembro de 2015, onde a oposição, representada pela coalizão Mesa de la Unidad Democrática (MUD), ganhou 112 dos 167 assentos.

### O TSJ expresso 2016
Após o resultado das eleições do parlamento emitido pelo CNE em 7 de dezembro de 2015 e totalizado em 8, a Assembleia que deixava o cargo apresentou, apressadamente, em 8 de dezembro, a indicação para ocupar os cargos de magistrados principais e suplentes, dispondo de quinze dias contínuos para apresentar impugnações. Em seguida, havia um período de até oito dias para admitir ou não as impugnações, concedendo um período de três dias para que apresentassem qualquer defesa contra a impugnação. Tanto as impugnações quanto os prazos foram ignorados. O mesmo aconteceu com as candidaturas.
No processo expresso, o Poder Cidadão enviou à Assembleia Nacional que deixava o cargo uma lista de pré-selecionados de processos anteriores, endossada por Tarek William Saab, defensor do povo, e Manuel Galindo, controlador geral da República.
A Assembleia Nacional, em uma única sessão plenária realizada na noite de 23 de dezembro de 2015, aprovou por maioria simples a nomeação de 3 magistrados principais e 4 suplentes para a Sala Constitucional, 2 principais e 3 suplentes para a Sala Penal, 2 principais e 5 suplentes para a Sala Político-Administrativa, 3 principais e 2 suplentes para a Sala Civil, 1 principal e 2 suplentes para a Sala Social, 2 principais e 4 suplentes para a Sala Eleitoral. Durante todo o processo, a Procuradora-Geral Luisa Ortega Diaz – parte integrante do Poder Cidadão – se recusou a assinar a resolução da nomeação dos novos magistrados.

### Impugnação dos resultados eleitorais parlamentares de 2015
Semanas após a realização das eleições parlamentares e a posse dos novos deputados na Assembleia Nacional, foram apresentadas 7 denúncias de impugnação dos resultados eleitorais pelos estados Amazonas, Aragua e Yaracuy, das quais 6 foram rejeitadas e 1 admitida, deixando suspensos os resultados nos circuitos de Amazonas.
A Sala Eleitoral do Tribunal Supremo de Justiça (TSJ) ordenou à AN desincorporar os deputados de Amazonas, mas a AN, presidida por Henry Ramos Allup, deputado pela MUD, desobedeceu alegando que os deputados já gozavam de imunidade parlamentar, com o que a Sala Eleitoral a declarou em desacato.
Após esse fato, Héctor Rodríguez, deputado oficialista pela coalizão Gran Polo Patriótico, entrou com uma ação no TSJ em 7 de janeiro de 2016 para que fossem declarados nulos todos os atos da Assembleia Nacional. Em 11 de janeiro, por meio da sentença N.ºPredefinição:Esd1, o TSJ admitiu a ação e declarou procedente o pedido do deputado oficialista, deixando sem efeito todas as atuações da Assembleia Nacional "enquanto se mantivesse em desacato".
A procuradora geral Luisa Ortega Díaz então afirmou que a Assembleia Nacional não está em desacato, pois o desacato só pode ser aplicado a indivíduos e não a instituições.
Com cada atuação da Assembleia Nacional agora nas mãos da oposição, o oficialismo introduziu ações para anular tais atos e, por meio de inúmeras sentenças, o TSJ foi limitando ao Parlamento as competências estabelecidas na Constituição, ao mesmo tempo em que exercia as competências constitucionais que exclusivamente pertencem ao Parlamento sob o pretexto de "omissão legislativa" devido ao desacato da AN.

#### Resposta da procuradora geral
Em 8 de  junho, a procuradora geral da República entrou com, perante a Sala Eleitoral, um recurso contencioso eleitoral e mandado de segurança cautelar para todos os efeitos da constituinte e, invocando o Artigo 333 da Constituição, convidou todos os venezuelanos a aderirem ao recurso com o intuito de deter a constituinte e preservar a vigência da Constituição atual.
No dia seguinte, as imediações do TSJ foram fechadas por efetivos de segurança do Estado, impedindo que os cidadãos aderissem ao recurso interposto pela Procuradora.
No dia 12 de  junho, o TSJ declarou inadmissível o recurso da Procuradora por “inepta acumulação de pretensões”.
Em consequência da rejeição pelo TSJ dos recursos interpostos, a Procuradora impugnou a nomeação dos 13 magistrados principais e 21 suplentes por considerar falta de idoneidade e parcialidade em suas atuações, além de que a atuação desses acelera a grave crise que a Venezuela enfrenta; da mesma forma, solicitou aos magistrados objeto da demanda que se abstivessem de conhecer o caso, de acordo com o estabelecido nos artigos 55, 56 e 57 da LOTSJ.
A Procuradora relatou que, no processo de nomeação desses magistrados, o Consejo Moral Republicano (Poder Cidadão) não realizou uma sessão extraordinária para avaliar os critérios de candidatura, conforme estabelecido no artigo 74 da LOTSJ, mas sim enviou os dossiês dos candidatos e depois apresentou a ata para que ela assinasse, o que ela se recusou a fazer por não ter ocorrido a sessão.

#### Destituição da procuradora geral
Pedro Carreño, deputado oficialista pelo GPP, iniciou uma campanha contra a Procuradora, a quem acusou publicamente no canal oficialista VTV de sofrer de insanidade mental, razão pela qual pediu ao TSJ que formasse uma junta médica para avaliar se a Procuradora poderia continuar ou não no cargo.
Após conhecidas as declarações de Luisa Ortega sobre irregularidades na nomeação dos magistrados, Pedro Carreño solicitou ao TSJ um julgamento preliminar de mérito contra a Procuradora para proceder com sua destituição.
Na visão do legislador, a procuradora cometeu os delitos de “atentar, lesionar ou ameaçar a ética pública e a moral administrativa”; “agir com grave e inexcusável ignorância da Constituição”; e de “violar, ameaçar ou menoscabar os princípios fundamentais estabelecidos na Constituição”. O oficialista Carreño também solicitou ao TSJ a proibição da saída do país pela Procuradora e o congelamento de seus bens.

### Nomeação de magistrados em 2017
No processo de nomeação de magistrados realizado em dezembro de 2015 pela anterior Assembleia Nacional, de maioria oficialista, ocorreram diversas irregularidades que foram denunciadas na época pela oposição, por vários juristas e pela ONG Acceso a la Justicia.
Posteriormente, em  junho de 2017, devido à crise institucional que o país enfrenta, o Ministerio Público solicitou formalmente a anulação da nomeação de 2015, alegando que tal processo foi viciado.
Em consequência disso, a nova Assembleia Nacional, agora de maioria opositora, iniciou um processo com a intenção de nomear novos magistrados que substituiriam os que foram nomeados no final de 2015.
Apesar de terem realizado todas as etapas previstas na Constituição e na LOTSJ, o Consejo Moral Republicano rejeitou realizar a pré-seleção, alegando que tal processo era extemporâneo.
Apesar da negativa do Consejo Moral, em 21 de julho de 2017, a Assembleia Nacional nomeou 13 magistrados principais e 21 suplentes.

### Caso Rafael Ramírez
Em março de 2016, a Assembleia Nacional iniciou formalmente uma investigação por corrupção contra Rafael Ramírez, um reconhecido chavista no âmbito político que havia sido presidente da Petróleos de Venezuela (PDVSA) de 2004 a 2014. Desde que Ramírez esteve à frente da PDVSA, foram feitas várias denúncias de corrupção, mas a Assembleia Nacional, dominada pelo chavismo até 2015, não procedeu com as investigações.
Em 2016, a Assembleia Nacional, agora com maioria opositora, iniciou as investigações contra Ramírez por supostos atos de corrupção que giraram em torno de aproximadamente US$7.000 milhões.
Em 28 de setembro daquele ano, Ramírez interpôs um recurso de nulidade perante o TSJ, solicitando que fosse anulada a investigação que a AN conduzia contra ele, fundamentando o pedido nos seguintes argumentos:
Que a “gestão da PDVSA é permanentemente monitorada por todos os órgãos de controle do Estado, sendo que o Controlador Geral da República, o Ministério do Poder Popular do Petróleo, a SENIAT, entre outros, atuam em conformidade, e, em particular, suas demonstrações financeiras, relatórios de gestão e outros relatórios de informações financeiras e operacionais são revisados e auditados trimestralmente, semestralmente e anualmente por firmas de contabilidade pública independentes de reconhecido prestígio nacional e internacional…”.
O recurso foi analisado por Gladys Gutiérrez, que na época era a presidenta do órgão judicial.
Em 25 de outubro, por meio da sentença N.º 893, o TSJ acolheu o recurso, alegando que a PDVSA sempre esteve sob constante monitoramento por organismos públicos e privados durante a gestão de Ramírez.

### Proibição de partidos de oposição nas eleições presidenciais de 2018
Em 23 de janeiro de 2018, a assembleia constituinte de Nicolás Maduro decretou que as eleições presidenciais previstas para 2018 deveriam ser realizadas antes de 30 de abril.
Vários países da América e Europa manifestaram que não reconhecerão seus resultados devido à impedimento da participação de partidos de oposição e à falta de tempo para os prazos estabelecidos na legislação eleitoral.
Ao mesmo tempo, Maduro anunciou a legalização de um novo partido denominado "Movimiento Somos Venezuela", alinhado ao chavismo.

### Festa de Natal de 2018
Em dezembro de 2018, fotos e vídeos foram divulgados mostrando uma glamourosa festa de Natal e um banquete custoso, incluindo vinho francês, realizado na sede do Tribunal Supremo. As imagens receberam fortes críticas nas redes sociais pelos custos da festa durante a profunda crise econômica do país e pela hipocrisia do discurso socialista do governo.

### Magistrado Christian Zerpa
Em 8 de janeiro de 2019, Christian Zerpa, que até então atuava como magistrado do TSJ pela Sala Eleitoral desde 2016, desertou e fugiu para os Estados Unidos, motivado por discordar da posse de Nicolás Maduro para um segundo mandato presidencial.
Desde Orlando, Flórida, Zerpa fez uma série de declarações que colocavam em dúvida a independência dos poderes e a transparência da justiça venezuelana. Em uma entrevista realizada por Carla Angola através do canal EVtv sediado em Miami, Flórida, Zerpa denunciou que Cilia Flores maneja arbitrariamente o poder judicial venezuelano e que, em 2015, ele havia recebido uma ligação de Flores indicando que seria nomeado magistrado.
Confessou que foi nomeado como magistrado no processo expresso de 2015 porque sempre foi leal ao chavismo. Denunciou que os magistrados são coagidos a viver em um apartamento com suas famílias na cidade de Fuerte Tiuna. 7/01/2019
Entre as declarações que deu, afirmou que muitas das decisões do TSJ respondem a ordens vindas do oficialismo;
destacou que Maikel Moreno, atual presidente do TSJ, e Raúl Gorrín, presidente do canal venezuelano Globovisión, estão envolvidos na corrupção.

### Magistrados que vão e vêm para outro poder do estado
Tem sido polêmicos os casos de auto-nomeação dos magistrados Indira Alfonzo, Gladys Gutiérrez e José Luis Gutiérrez (abogado), que em  junho de 2020 foram nomeados como reitores principais do Consejo Nacional Electoral (Venezuela), pelo TSJ, sem qualquer tipo de seleção, omitindo os passos que a constituição atribui à Assembleia Nacional.
para depois retornarem aos seus cargos de magistrados em maio de 2021.
Em maio de 2021, ela foi nomeada como embaixadora junto à Corte Penal Internacional.
Posteriormente, em abril de 2024, Gladys Gutiérrez foi nomeada Embaixadora da Venezuela junto à Espanha, enquanto mantém seu cargo como magistrada, o que alerta sobre a falta de independência dos poderes públicos.
Outro caso, em agosto de 2022, utilizando uma licença, o magistrado Calixto Ortega Ríos foi nomeado como embaixador junto à Corte Penal Internacional, autorizado pela Assembleia Nacional (AN) eleita em 2020,

### Reforma de redução de magistrados 2022
Em 2004, uma reforma solicitada pelo presidente Chávez aumentou o número de magistrados de 20 para 32. Em 18 de janeiro de 2022, o parlamento aprovou reduzir o número de magistrados principais de 32 para 20, após aprovar a reforma da Lei Orgânica do Tribunal Supremo de Justiça, e instalou o comitê de candidaturas para eleger os magistrados do novo TSJ.
Em 26 de abril de 2022, a Assembleia Nacional juramentou os novos magistrados que compõem o TSJ: 20 magistrados principais, 20 magistrados suplentes, um para Inspetora Geral dos Tribunais e um para Diretor da Escola Nacional da Magistratura.
A nomeação dos 20 magistrados foi fortemente questionada, pois permitiu que 60 % dos integrantes do Tribunal Supremo de Justiça (TSJ) fossem reeleitos por doze anos, de acordo com o artigo 264 da Constituição, que estabelece que seus membros serão eleitos por “um único período de doze anos”. Alguns já tinham até doze anos e foram reeleitos por mais doze, como no caso de Malaquías Gil Rodríguez, que passará 24 anos no mais alto tribunal, enquanto uma magistrada Gladys Gutiérrez permanecerá por mais de vinte anos.

### Recurso de amparo apresentado pelo candidato presidencial em 2024
Em 31 de julho de 2024, o candidato Nicolás Maduro apresentou um recurso de amparo na sede do Tribunal Supremo de Justiça (TSJ) em Caracas, com o objetivo de obter a certificação e autenticação dos resultados eleitorais das eleições presidenciais, buscando reafirmar os resultados da eleição realizados pelo Conselho Nacional Eleitoral (CNE), que foram aceitos,
Antonio Ecarri, do partido Alianza del Lápiz, apresentou à Sala Eleitoral suas “severas observações” sobre o procedimento judicial que foi iniciado como um caso inédito e apontou que, a seu ver, “quem está carregando o caneco é o CNE”. Nem a repressão nem a violência são o caminho para estabilizar uma república; a estabilidade é alcançada com transparência e prestação de contas, a vontade popular é sagrada.
O Tribunal Supremo de Justiça inicia a revisão dos documentos apresentados por organizações políticas e ex-candidatos, para se dedicar à perícia de todo o material consignado em formato físico e digital, sobre o ataque cibernético massivo do qual o Conselho Nacional Eleitoral foi alvo. Caryslia Rodríguez, que destacou que a decisão a ser tomada será “inapelável”, considera que a instância atuará a favor do chavismo diante da denúncia de fraude eleitoral. O estranho é que Maduro denuncie fraude, sendo ele mesmo o proclamado.

### Ordem de prisão contra Edmundo González Urrutia
Caso iniciado pelo Ministério Público com três citações consecutivas em cinco dias, violando o Código Orgânico de Processo Penal (COPP) em seu artigo 122, no qual foi omitida a «condição sob a qual o entrevistado deve comparecer», o que torna nula a sua presença.
 No entanto, em 2 de setembro, o juiz Edward Briceño, de primeira instância atuando em funções de controle com competência em casos relacionados a delitos associados ao terrorismo, emitiu uma ordem de prisão contra Edmundo González Urrutia, por suposta comissão de cinco delitos penais.
O procurador-geral da Venezuela, Tarek William Saab, afirmou que o caso aberto contra o embaixador venezuelano Edmundo González foi encerrado. Horas depois, ele saiu do país com um salvoconducto concedido pelo governo para continuar seus trâmites de asilo na Espanha.

### Recurso de amparo apresentado pelo candidato presidencial em 2024
Em 31 de julho de 2024, o candidato Nicolás Maduro apresentou um recurso de amparo na sede do Tribunal Supremo de Justiça (TSJ) em Caracas, com o objetivo de obter a certificação e autenticação dos resultados eleitorais das eleições presidenciais, buscando reafirmar os resultados da eleição realizados pelo Conselho Nacional Eleitoral (CNE), que foram aceitos,
Antonio Ecarri, do partido Alianza del Lápiz, apresentou à Sala Eleitoral suas “severas observações” sobre o procedimento judicial que foi iniciado como um caso inédito e apontou que, a seu ver, “quem está carregando o caneco é o CNE”. Nem a repressão nem a violência são o caminho para estabilizar uma república; a estabilidade é alcançada com transparência e prestação de contas, a vontade popular é sagrada.
O Tribunal Supremo de Justiça inicia a revisão dos documentos apresentados por organizações políticas e ex-candidatos, para se dedicar à perícia de todo o material consignado em formato físico e digital, sobre o ataque cibernético massivo do qual o Conselho Nacional Eleitoral foi alvo. Caryslia Rodríguez, que destacou que a decisão a ser tomada será “inapelável”, considera que a instância atuará a favor do chavismo diante da denúncia de fraude eleitoral. O estranho é que Maduro denuncie fraude, sendo ele mesmo o proclamado.